# Амблвил (Шарант)
Амблвил (фр. Ambleville) насеље је и општина у западној Француској у региону Поату-Шарант, у департману Шарант која припада префектури Коњак.
По подацима из 2011. године у општини је живело 183 становника, а густина насељености је износила 35,95 становника/km². Општина се простире на површини од 5,09 km². Налази се на средњој надморској висини од 88 метара (максималној 94 m, а минималној 34 m).

## Демографија
| 1962. | 1968. | 1975. | 1982. | 1990. | 1999. | 2011. |
| ----- | ----- | ----- | ----- | ----- | ----- | ----- |
| 326   | 332   | 286   | 234   | 215   | 217   | 183   |

График промене броја становника у току последњих година